# Hindustan Antibiotics Limited
Hindustan Antibiotics Limited (kurz HAtL) ist ein am 13. März 1954 gegründetes indisches Staatsunternehmen (Central Public Sector Undertaking), das dem Ministerium für Chemikalien und Düngemittel der indischen Regierung untersteht. Es hat seinen Sitz in Pune. Es ist der erste staatseigene Arzneimittelhersteller in Indien. Es war das erste Unternehmen, das 1993 ein rekombinantes DNA-Produkt, rHU-Erythropoietin (Hemax), auf den Markt brachte.
Im Jahr 2008 führte es neue Produkte wie Halpen (Meropenem), Haltax (Cefpodoximproxetil) und Hexpan (Pantoprazol) ein. HIV-Medikamente werden seit September 2009 hergestellt.

## Geschichte
Das Unternehmen wurde in Zusammenarbeit mit der Weltgesundheitsorganisation und UNICEF mit dem sozialen Ziel gegründet, in ganz Indien erschwingliche Arzneimittel bereitzustellen. Es wurde am 10. März 1954 von Indiens erstem Premierminister Jawaharlal Nehru formell eröffnet. Die Produktion begann im Jahr 1955. Sie basierte auf Mahatma Gandhis Vision, dass die Armen in Indien Medikamente zu erschwinglichen Preisen erhalten sollten.
Nachdem das Unternehmen 1997 einen Betriebsverlust ausgewiesen hatte, wurde es dem Bureau of Industrial and Financial Restructuring (BIFR) gemeldet. Am 17. Januar 2009 wurde das Unternehmen aus den Büchern des BIFR gestrichen, nachdem es einen Rekordumsatz von ₹ 120 crore (damals 18,6 Mio. Euro) gemeldet hatte.
Im Rahmen der COVID-19-Pandemie wurde mit der Herstellung von Remdesivir und Lateral-Flow-Tests begonnen.

## Produkte
Obwohl das Hauptziel des Unternehmens die Entwicklung von Arzneimitteln für die Gesundheitsbranche war, hat es sich inzwischen auch auf die Bereiche Landwirtschaft und Tiermedizin ausgedehnt. Die Produktionsanlage in Pimpri verfügt über Einrichtungen zur Herstellung von Wirkstoffen (Kapazität 60 Mio. Einheiten jährlich) sowie von Formulierungen in verschiedenen Darreichungsformen - injizierbare Arzneimittel (132 Mio. Fläschchen), Kapseln (250 Mio.), Tabletten (120 Mio.), großvolumige Parenteralia (12 Mio. Flaschen jährlich), flüssige Orale usw.